# 劉錫玲
刘锡玲（1848年—1923年）字梓谦，一字子谦，四川华阳人。清朝畫家。先祖為浙江人，乾隆年間移居四川。刘锡玲喜歡画山水、竹石、芭蕉、翎毛、人物。光绪元年（1875年）擔任陝西漢中知府幕僚。光緒六年（1880年）在成都、重慶一帶賣畫。1881年跟隨軍隊途徑邛崍山，畫下沿途所見，作品名為《邛崍叱馭圖》。1883年攜帶《邛崍叱馭圖》前往順天府。1899年回到四川。刘锡玲此前除了漢中知府幕僚，還擔任過濟南府幕、孚琦將軍幕、中書閣中書。1907年前往日本。從日本回國後，在成都与陆逸之一起创办四川的第一所女子学校--淑行女子学堂。此外他还兴办四川省女子师范学校、四川省蚕桑学校，参与筹建四川省红十字会。